# Lesci
Lesci – wieś w Chorwacji, w żupanii primorsko-gorskiej, w mieście Vrbovsko. W 2011 roku pozostawała niezamieszkana.